# Joseph Maria de Yermo y Parres

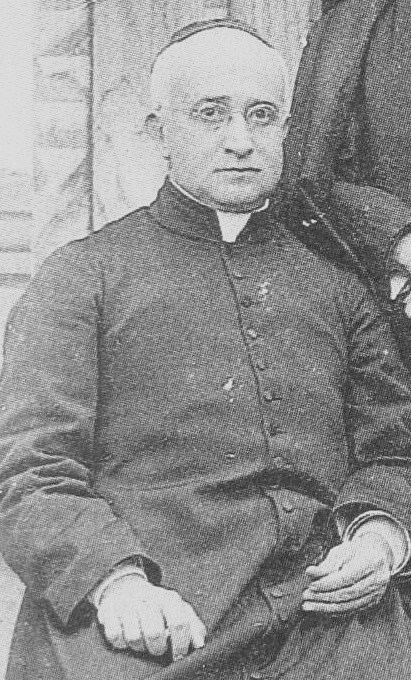
Joseph Maria de Yermo y Parres (1904)

Joseph Maria de Yermo y Parres (* 10. November 1851 in Jalmolonga, Mexiko; † 20. September 1904 in Puebla de los Angeles, Mexiko) war ein mexikanischer Priester und Ordensgründer. Er ist ein Heiliger in der katholischen Kirche.
Joseph Maria schloss sich 1867 der Vinzenzgemeinschaft (Gemeinschaft von St. Vinzenz von Paul) an, wo er aber schon 1877 austrat. 1879 wurde er in der Diözese Leòn zum Priester geweiht. 1885 gründete er die Kongregation der Dienerinnen des Heiligen Herzens Jesu und der Armen, die sich besonders um Bedürftige und Notleidende widmet. Joseph Maria war selbst Gründer von Schulen, Spitälern, Waisenhäuser und Altenheime.
Er wurde von Johannes Paul II. 1990 selig- und 2000 heiliggesprochen.